# Ketty La Rocca
Ketty La Rocca (14 de juliol de 1938, a La Spezia - 7 de febrer de 1976, a Florència) fou un artista italiana activa durant els anys 1960s i 70s. Va ser una exponent pionera del body art i de la poesia visual. Fou Pionera en el territori de la poesia visiva i integrant del Gruppo 70, les seves obres aborden la performance, el collage i el vídeo-art durant un moment en què totes aquestes disciplines es trobaven immerses dins de processos de configuració, legitimitat i dissensions artístiques.

## Obres destacades
A partir de la «poesia visiva» (poesia visual), Ketty La Rocca va investigar el significat del llenguatge i de les imatges, centrant-se en els gestos del cos humà com a mitjà de comunicació primigeni. L'artista combinava retalls d'imatges amb engrunes de textos, amb la qual cosa anunciava el treball de reflexió sobre el valor de la tríada paraula-signe-imatge que, a partir de 1967, es convertiria en el protagonista absolut de les seves obres.
A la sèrie Le mie parole e tu? (Les meves paraules i tu?, 1972), l'artista va compondre seqüències en què les mans exercien un paper protagonista i que abordaven el tema de la difícil relació entre home i dona; la paraula «you» (tu), repetida i sobre impresa amb la seva lletra, es mostra com una reapropiació del jo, però també com una descripció i una convocatòria de l'altre: l'home que constreny i limita el moviment i l'espai de la mà de la dona, però també l'espectador com a testimoni i fiscalitzador de la seva pròpia existència.
A Craniologia (Craniologia, 1973) escriu la paraula «you» diverses vegades en una radiografia del seu cap que té la imatge d'un puny tancat superposada. Amb això, La Rocca aconsegueix una interacció total entre l'art i la vida, i es posiciona amb fermesa i valentia davant el fet que pateix càncer.